# Alex Antunes
Alex Antunes (1959) é um jornalista, escritor, pesquisador, curador e produtor brasileiro. Ficou conhecido principalmente por seu trabalho jornalístico e artístico no movimento contracultural paulista da década de 1980, tendo sido membro da banda de pós-punk Akira S & as Garotas que Erraram e escrito para a revista Bizz. É autor de A estratégia de Lilith (2001), adaptado para o cinema com o título de Augustas (2012).